# Orde van Logohu
Elizabeth II, Koningin van Papoea-Nieuw-Guinea heeft op 16 september 2005 een ridderorde, de 
Orde van Logohu ingesteld voor haar koninkrijk Papoea-Nieuw-Guinea. Een logohu is een paradijsvogel.
Deze orde van verdienste heeft vier graden en aan de orde is ook en medaille verbonden. Men verleent de onderscheiding voor "belangrijke diensten aan de natie".
De graden van de orde
- De koning van Nieuw-Guinea is Souverein van de orde.
- Grand Companion
- Commandeur (Commander)
- Officier (Officer)
- Lid (Member)

De Britse letters achter de achternaam zijn ook in Papoea-Nieuw-Guinea overgenomen en men mag daarom de letters GCL, CL, OL en ML achter zijn of haar naam plaatsen. De aanduiding "Sir" ontbreekt bij de rangen en Bill Clinton, een Grand Companion in deze orde noemt zich Grand Chief. Het lijkt erop alsof de aanduiding Chief de adellijke Europese titels Sir en Dame gaat vervangen.
Het kleinood van de orde is een min of meer rond maar veelhoekig gouden medaillon met een afbeelding van een veelkleurige paradijsvogel binnen een blauwe ring met de woorden "THE ORDER OF LOGOHU". Daarboven staat de Engelse kroon van Sint-Edward de Belijder. Het lint is rood met een brede zwart-gele bies. Het kleinood van de leden van de orde is van goud en niet geëmailleerd.